# Otto Hartloff
Otto Hartloff (* 25. Februar 1909 in Rheydt; † 24. Februar 1977 in Kusel) war ein deutscher Kunsterzieher, Kunstlehrer und Künstler.

## Ausbildung und Beruf
Nach der Schulausbildung in Odenkirchen und Rheydt studierte Hartloff Chemie, Biologie und Sport in Göttingen und Köln. Nach seinem Studium war er 1941 als Studienrat in Münstermaifeld und ab 1951 in Kusel tätig, wo er auch als Kunsterzieher arbeitete.

## Künstlerisches Schaffen
Bereits während seiner Schulzeit entstanden Bilder in den verschiedensten Techniken, angelehnt an die Arbeiten des Rheinischen Expressionismus. Ein damaliger Zeichenlehrer Hartloffs erkannte sein Talent. Bereits während seiner Schulzeit nutzte er das Atelier seines älteren Malfreundes Wilhelm Jansen-Joerde, der ihm weitere Impulse gab. Unter der Anleitung von Julius Paul Junghanns besuchte er während seiner Studienzeit Kurse in Aktzeichnen und Malerei. Er beteiligte sich an zahlreichen Ausstellungen, u. a. in Gemeinschaftsausstellungen mit Helmuth Macke, einem Vetter von August Macke.
In Münstermaifeld und Kusel erhielt er Aufträge im Bereich der Porträt- und Landschaftsmalerei.
In der Nachkriegszeit sowie schwerpunktmäßig in den siebziger Jahren setzte er sich mit der abstrakten Malerei auseinander.
Hartloff erkrankte an Tuberkulose, was zu langen Krankenhausaufenthalten und zwei längeren Sanatoriumsaufenthalten in Davos führte. Die prägenden Eindrücke der Alpenwelt, wie auch die psychischen Bedrängnisse einer Sanatoriumswelt verarbeitete er u. a. in dem Zyklus 'Davoser Elegie’.
In der letzten Zeit vor seinem Tod beschäftigte sich Hartloff nochmals intensiv mit Aquarellmalereien auf den verschiedensten Japanpapieren in reicher Koloristik. Der Spannungsbogen seines malerischen Schaffens reicht von expressiven Landschaftsmalereien über strenge kompositorische Arbeiten, dem Realismus zuzuordnende Porträts und Landschaften, zu abstrakten und ornamentalen Arbeiten in reicher Koloristik. Bevorzugt wurde die Aquarell- und Ölmalerei, wenn auch zahlreiche Studienblätter als Zeichnungen, Holzschnitte und Radierungen entstanden sind.
Werke des Künstlers befinden sich sowohl im öffentlichen als auch in privatem Besitz.

## Familie
Otto Hartloff ist Vater des Ministers der Justiz und für Verbraucherschutz des Landes Rheinland-Pfalz Jochen Hartloff, von Tochter Elgin sowie des Präsidenten des Rechnungshof Rheinland-Pfalz a. D. Volker Hartloff.